# Palästinensische Küche

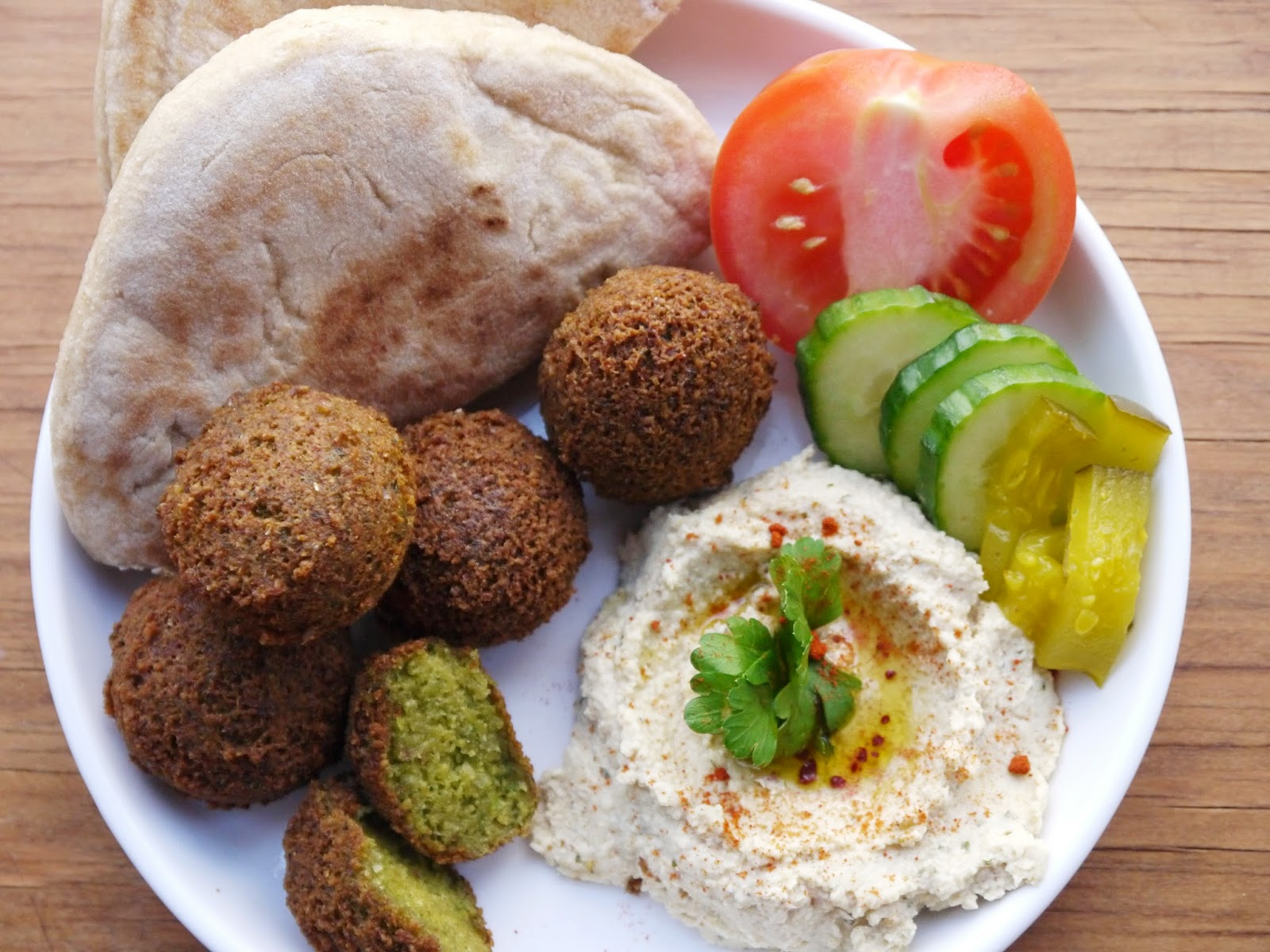
Ein palästinensisches Frühstück mit Hummus und Falafel.

Der Begriff palästinensische Küche umfasst die Lebensmittel, welche aus Palästina stammen oder von dessen Bewohnern, sei es in Palästina, Israel, Jordanien oder Flüchtlingslagern in den umliegenden Ländern oder von der palästinensischen Diaspora, üblicherweise zu sich genommen werden. Die Landesküche ist eine Diffusion der Kulturen, welche sich in der Region Palästina niederließen, insbesondere während und nach der islamischen Ära, welche mit der Eroberung durch die arabischen Ummayaden begann und sich mit den von Persien beeinflussten Abbasiden fortsetzte und mit einer starken Beeinflussung seitens der türkischen Küche endete, welche durch die Ankunft der osmanischen Türken bedingt war. Es ähnelt anderen levantinischen Küchen, wie zum Beispiel der libanesischen, syrischen und jordanischen.
Die Kocharten unterscheiden sich und die Art des Kochens sowie die verwendeten Zutaten hängen vom Klima und der Lage der Region sowie Traditionen ab. Reis und verschiedene Arten Kibbeh sind in der Region Galiläa üblich. Das Westjordanland fokussiert sich auf reichhaltigere Gerichte, welche die Nutzung des Tabun-Brots, Reis und Fleisches umfasst, während die Bewohner des Küstenstreifens häufiger zu Fisch, anderen Meeresfrüchten sowie Linsen greifen. Die Küche Gazas ist eine Variation der levantinischen Küche, ist aber im Hinblick auf die Nutzung von Meeresfrüchten und Gewürzen diverser. Auch Chilischoten werden von den Einwohnern Gazas reichlich konsumiert. Normalerweise werden Gerichte im eigenen Haus verzehrt, aber das Essen außerhalb, insbesondere während Partys, wo Salate, Brotaufstriche und Fleischspieße serviert werden, hat an Popularität gewonnen.
Auch viele Desserts stammen aus dieser Region und umfassen solche, die regulär gemacht werden sowie solche, die generell für Feiertage vorgesehen sind. Die meisten palästinensischen Süßigkeiten sind Gebäcke, welche entweder mit gesüßtem Honig, Datteln oder verschiedenen Nüssen wie Mandeln, Walnüssen oder Pistazien gefüllt. Getränke können ebenso von Feiertagen abhängen, wie zum Beispiel während des Ramadan, wo bei Sonnenuntergang Karob-, Tamarind- und Aprikosensaft getrunken werden. Kaffee wird im Laufe des Tages getrunken, wohingegen alkoholische Getränke in der Bevölkerung nicht weit verbreitet sind. Jedoch werden einige alkoholische Getränke wie Arak oder Bier seitens Christen und einigen Muslimen getrunken.

## Geschichte

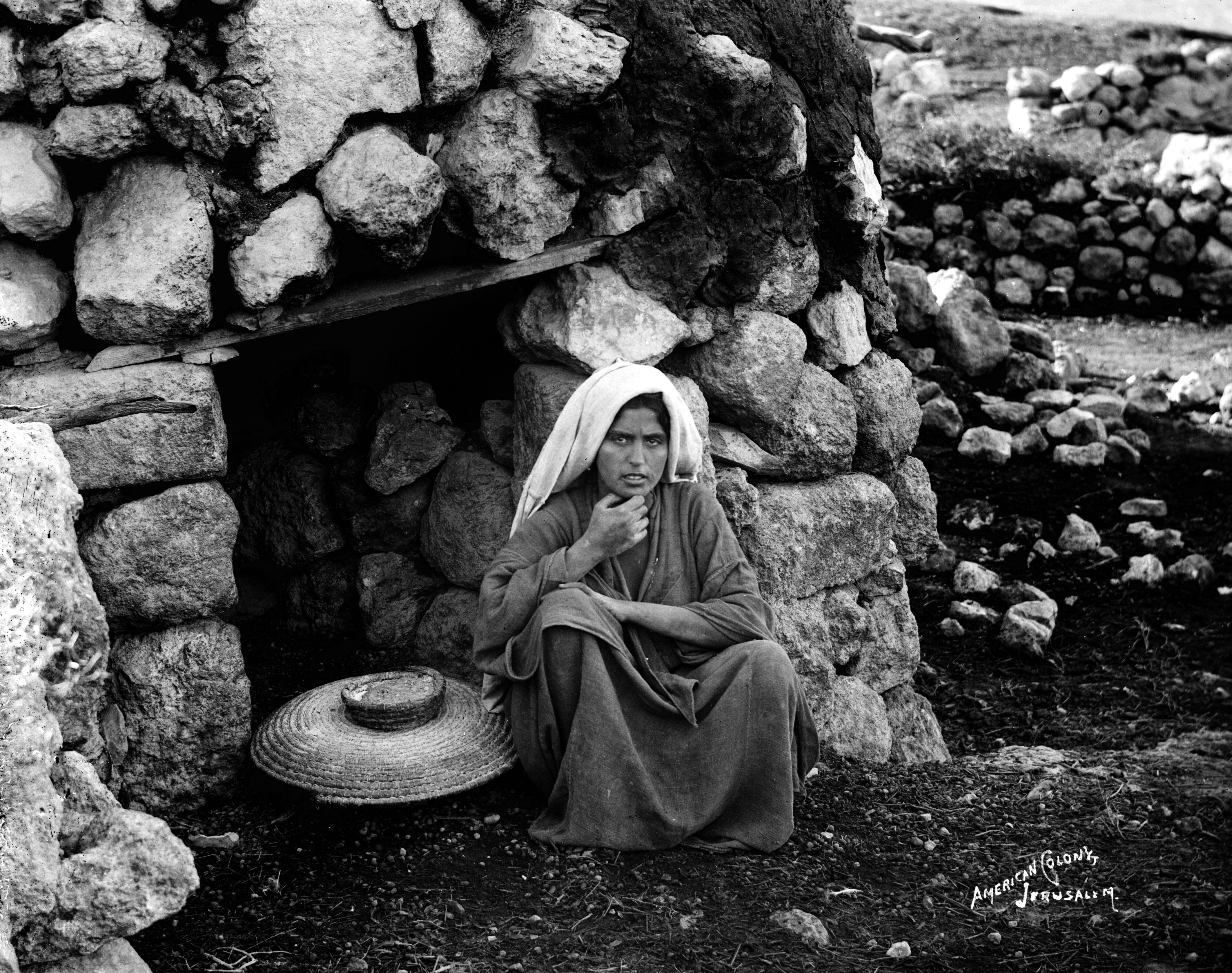
Dorf-Ofen (Tabun) in Palästina, Aufnahme des Fotos zwischen 1898 und 1914 von der American Colony, Jerusalem.

Die südliche Levante-Region blickt auf eine bewegte Vergangenheit zurück, weshalb in der Küche der Einfluss verschiedener Kulturen zu finden ist.
Nachdem die Region, welche ursprünglich von Juden, Edomiten, Moabiten und Ammoniten bevölkert wurde, im 7. Jahrhundert nach Christus von den Muslimen erobert wurde, wurde es unter dem Namen Jund Filastin Teil eines Bilad al-Sham. Infolgedessen überschneiden sich die palästinensische und syrische Küche, insbesondere in der Region Galiläa, in vielen Punkten. Moderne syrisch-palästinensische Gerichte wurden generell von der Regentschaft dreier bedeutender islamischer Gruppen beeinflusst, namentlich den Arabern, den persisch beeinflussten Arabern (Irakern) sowie der Türken.
Die Araber, welche Syrien und Palästina besaßen, hatten anfangs simple kulinarische Traditionen, welche auf der Verwendung von Reis, Lamm, Joghurt und Datteln beruhte. Erst nach mehreren Jahrhunderten und mit dem Aufstieg des Abbasiden-Kalifats, welches Bagdad zur Hauptstadt erklärte und Elemente der persischen Küche in die bereits bestehende arabische Küche einführte, entwickelte die Küche sich weiter.
Der Jerusalemer Geograph al-Muqaddasi sagte Folgendes über die Gerichte Palästinas:

“From Palestine comes olives, dried figs, raisins, the carob fruit… from Jerusalem comes cheeses and the celebrated raisins of the species known as Ainuni and Duri, excellent apples… also pine nuts of the kind called ‘Kuraish-bite’, and their equal is not found elsewhere… from Sughar and Baysan come dates, the treacle called Dibs.”

„Aus Palästina kommen Oliven, getrocknete Feigen, Rosinen, die Karob-Frucht… aus Jerusalem kommen verschiedenen Käsesorten sowie die gefeierten Ainuni- und Duri-Rosinen, erstklassige Äpfel… sowie Pinienkerne der Sorte namens ‚Kuraish-Bite‘ welche vergeblich ihresgleichen sucht… aus Sughar und Bat Sche'an kommen Datteln, dessen Sirup Dibs genannt wird.“

Die Küche des osmanischen Reiches, welches im Jahre 1516 Palästina eingliederte, bestand teils aus der arabischen Küche, welche sich zu diesem Zeitpunkt zu einer sehr „reichen“ Küche entwickelt hatte. Nach dem Krimkrieg im Jahre 1855, ließen sich mehrere Bevölkerungsgruppen, darunter Bosnier, Griechen, Franzosen und Italiener in der Region, aber insbesondere in den Ballungszentren wie zum Beispiel Jerusalem, Jaffa und Bethlehem, nieder. Die Küchen dieser Gruppen, vor allem die aus dem Balkan stammende, trugen zum Charakter der Küche Palästinas bei.
Bis in die 1950er - 1960er bestanden die Hauptzutaten der ländlichen Küche Palästinas aus Olivenöl, Oregano sowie Brot, welches in einem simplen Ofen namens Tabun gebacken wurde. Der Schriftsteller G. Robinson Lees hielt 1905 Folgendes schriftlich fest: „Der Ofen befindet sich nicht im Haus, sondern hat ein eigenes Gebäude. Er ist das geteilte Eigentum mehrerer Familien, dessen Aufgabe es ist, den Ofen stets heiß zu halten.“

## Regionale Küchen
Im historischen Palästina gibt es drei große kulinarische Regionen, die Region Galiläa, Gaza sowie das Westjordanland (welches über eigene kulinarische Subkulturen verfügt, welche vom Norden bis in den Süden reichen). In der Galiläa sind Bulgur sowie Fleisch (Rind oder Lamm) Hauptzutaten, welche oft in verschiedenen Arten kombiniert werden um Gerichte, von einer Familienportion bis hin zu einer Beilage, zu formen. Die Bewohner des Westjordanlands und Gazas verfügen jedoch über einen eigenen Kochstil. Die Mahlzeiten im Westjordanland sind reichhaltig und stehen im Kontrast zu den Gerichten des Nordens der Levante. Die Hauptgerichte umfassen Reis, Fladenbrote und gebratenes Fleisch. Aufgrund der Lage des Gazastreifens an der Mittelmeerküste ist Fisch das Hauptnahrungsmittel der Einheimischen. Die starken kulinarischen Einflüsse lassen sich auf die traditionelle Küche Ägyptens zurückführen, und Chilischoten, Dillsamen und Knoblauch zählen zu den am häufigsten genutzten Gewürzen. Auch wenn die Landesküche divers ist, sind die Palästinenser im Allgemeinen nicht auf die Gerichte der eigenen Region beschränkt und es gibt unter ihnen eine anhaltende kulinarische Streuung. Die Isolation Gazas von anderen palästinensischen und arabischen Gebieten in der Levante sorgt dafür, dass die Kochstile in der Region weniger bekannt sind.

### Galiläa
Galiläa ist stark von der Küche des Libanon beeinflusst, da vor der Staatsgründung Israels eine umfangreiche Kommunikation zwischen den beiden Regionen bestand. Die Küche Galiläa's spezialisiert sich auf mehrere aus Bulgur, Gewürzen und Fleisch bestehenden Gerichte, welchen den Arabern als Kibbeh bekannt sind. Kibbee bi-siniyyeh beziehungsweise Kibbee bi-siniyee ist eine Mischung aus Lamm- oder Rinderhackfleisch mit Pfeffer, Piment sowie anderen Gewürzen, welche in einer Bulgur-Kruste aufgerollt und dann gebacken werden. Kibee bi-siniyee kann als der Hauptgang eines palästinensischen Mittagessens fungieren. Kibbee neyee ist eine Variation des Kibbeh, welche aus rohem Fleisch mit Bulgur sowie mehreren Gewürzen besteht. Es wird meist als Beilage zu sich genommen und Fladenbrot oder Markook-Brot, wird dafür benutzt, das Fleisch aufzuschaufeln. Die Essensreste werden üblicherweise am nächsten Tag in einem anderen Gericht, wie zum Beispiel frittierte Kibbeh-Bälle verwertet.
Ein besonderes Reisgericht namens Pilaw ist in Galiläa üblich und besteht aus einer Mischung aus Reis mit gehacktem Lamm und Pinienkerne, welches mit einer Vielzahl an Gewürzen verfeinert wird. Anbei wird eine Lammkeule oder ganze Hähnchen serviert. Mehrere aus Fleischbällchen und Kartoffeln bestehende Gerichte werden an speziellen Anlässen zu sich genommen.
Schaschlik oder Lahme Mashwi und Schaschlik Taouk sind Gerichte aus auf Spießen gebratenem Fleisch, welche als nach den Häppchen, als Mezze bekannt, verzehrt werden.

### Westjordanland

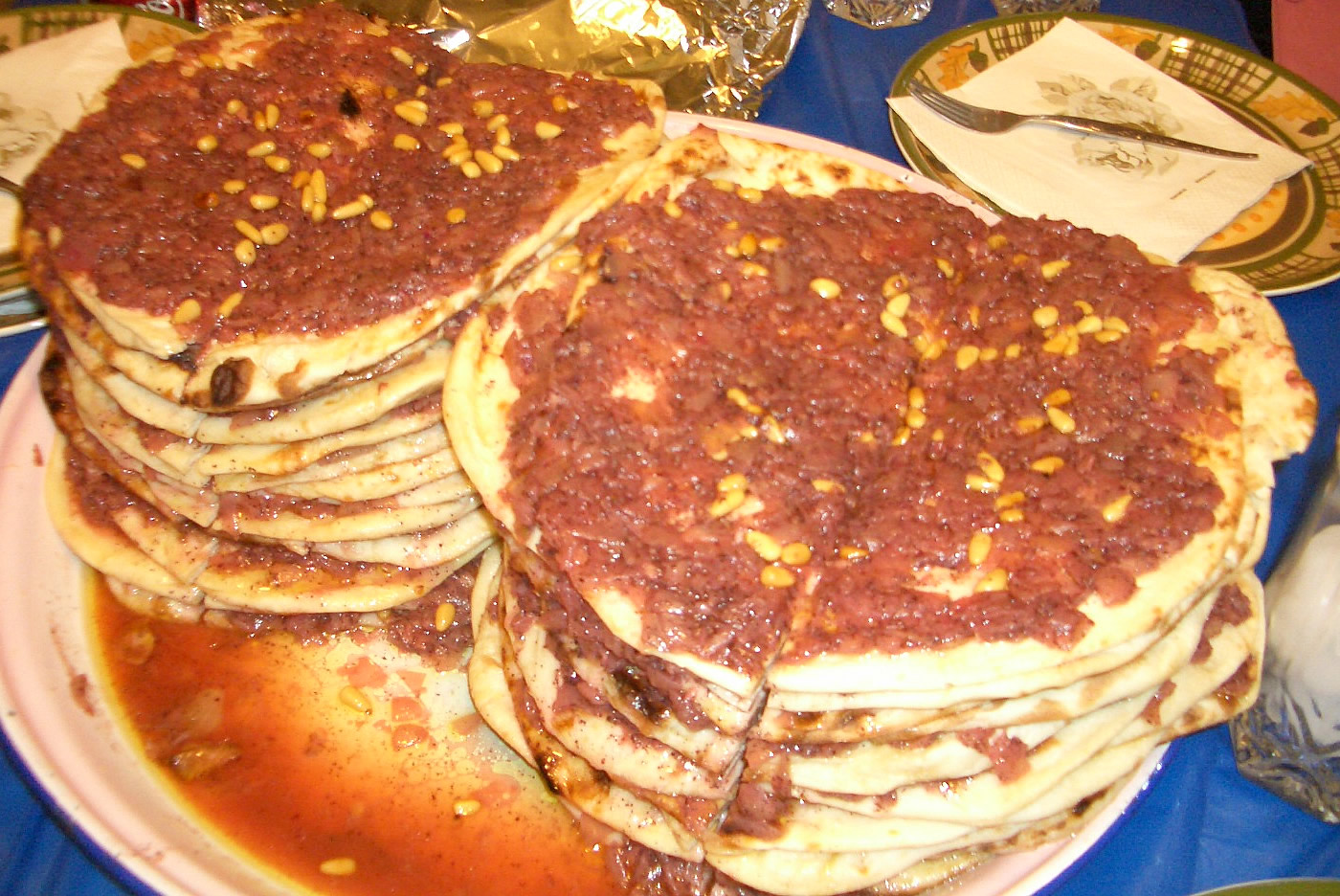
Musakhan

Musakhan ist ein Hauptgericht, welches seinen Ursprung in den Jenin und Tulkarmregionen im Norden des Westjordanlands hat. Es besteht aus gebratenem Huhn auf einem Tabun-Brot, welches mit Stücken von frittierten süßen Zwiebeln, Sumach, Piment und Pinienkernen besteht.
Maqluba ist ein umgedrehter Auflauf aus Reis und gebackenen Auberginen, gemischt mit gekochtem Blumenkohl, Karotten und Huhn oder Lamm. Das Gericht ist in der ganzen Levante, aber insbesondere unter Palästinensern bekannt. Das Rezept kann bis ins 13. Jahrhundert zurückverfolgt werden.

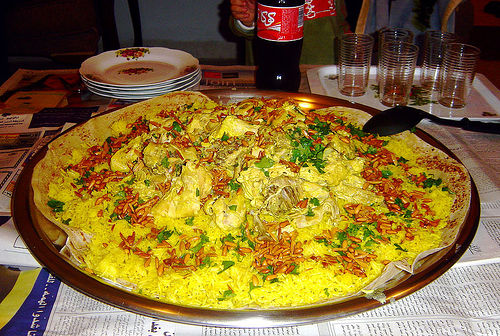
Mansaf

Mansaf ist ein traditionelles Gericht im mittleren Westjordanland sowie der Region Naqab im Süden des Westjordanlandes, welches seine Ursprünge bei der jordanischen Bevölkerungsgruppe der Beduinen hat. Es wird meist für Anlässe wie Feiertage, Hochzeiten und großen Versammlungen vorbereitet. Das Gericht besteht aus einer Lammkeule, beziehungsweise einem großen Stück Lamm auf einem Tabun-Brot, welches mit gelbem Reis bedeckt ist. Eine Art dicker und getrockneter Käsetuchjoghurt aus Ziegenmilch, genannt Jameed, wird auf das Lamm und den Reis gegossen um dem Gericht sein besonderes Aroma und den besonderen Geschmack zu verleihen. Das Gericht außerdem mit gekochten Pinienkernen und Mandeln garniert. Traditionell wird Mansaf mit der rechten Hand gegessen. Um höflich zu sein, reißen die Teilnehmer Fleischstücke, um sie der Person neben sich zu reichen.

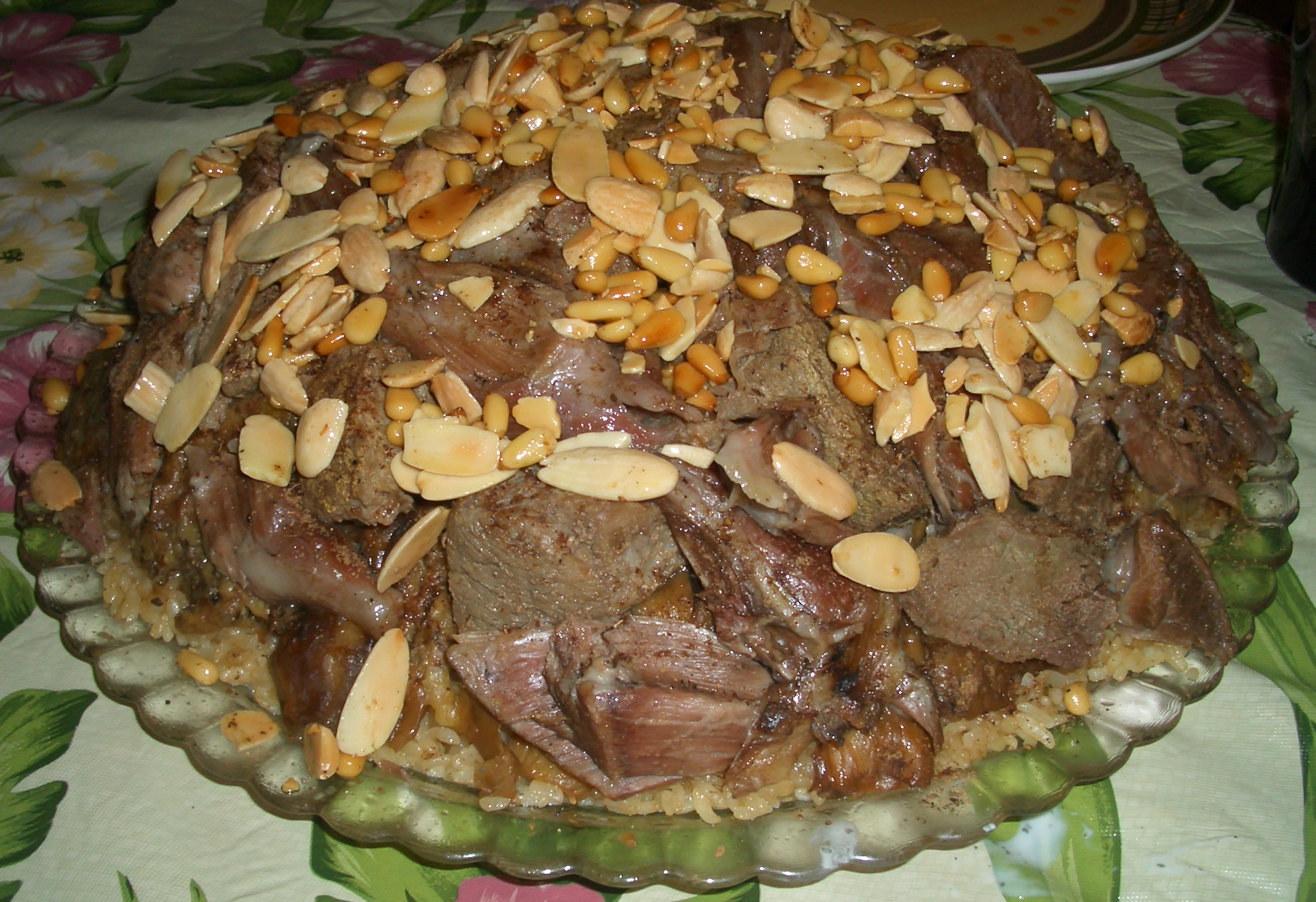
Maqluba mit Lamm

Neben den Mahlzeiten verfügen die vielen Regionen des Westjordanlands über ihre eigenen Konfitüren auf Fruchtbasis. In der Hebron-Region sind Weintrauben die Hauptanbaukulturen. Hier ansässige Familien ernten im Frühling und Sommer die Trauben, um eine Vielfalt an Produkten, darunter Rosinen, Konfitüren und Melassen, bekannt als Dibs, herzustellen.
Die Bethlehem-Region, insbesondere Beit Jala und Jifa, sind regional für ihre Aprikosen und Aprikosenmarmeladen bekannt, wohingegen die Tulkarm-Region für Oliven und Olivenöl berühmt ist.

### Gaza
Die Küche des Gaza-Streifens ist sowohl vom benachbarten Ägypten als auch der Lage an der Küste des Mittelmeers beeinflusst. Das Hauptnahrungsmittel des Großteils der hier lebenden Einwohner ist Fisch. Der Gaza-Streifen verfügt über eine große Fischereiindustrie und der gefangene Fisch wird oft entweder gegrillt oder frittiert serviert, nachdem er mit Koriander, Knoblauch, roten Paprika und Kumin gefüllt und in einer Mischung aus Koriander, roten Paprika, Kumin und gehackten Zitronen mariniert wurde. Neben Fisch sowie anderen Meeresfrüchten ist der Kochstil Gazas auch von dem Ägyptens beeinflusst. Dies bedeutet, dass scharfe Pepperoni, Knoblauch und Mangold zum Würzen vieler Gerichte benutzt werden.
Zibdieh ist ein Tontopf-Gericht, welches aus Krabben besteht, welche in einem Eintopf aus Olivenöl, Knoblauch, Pepperoni und geschälten Tomaten gekocht werden. Die Krabben werden gekocht und im Anschluss mit einer Pepperoni-Paste namens Shatta gefüllt.

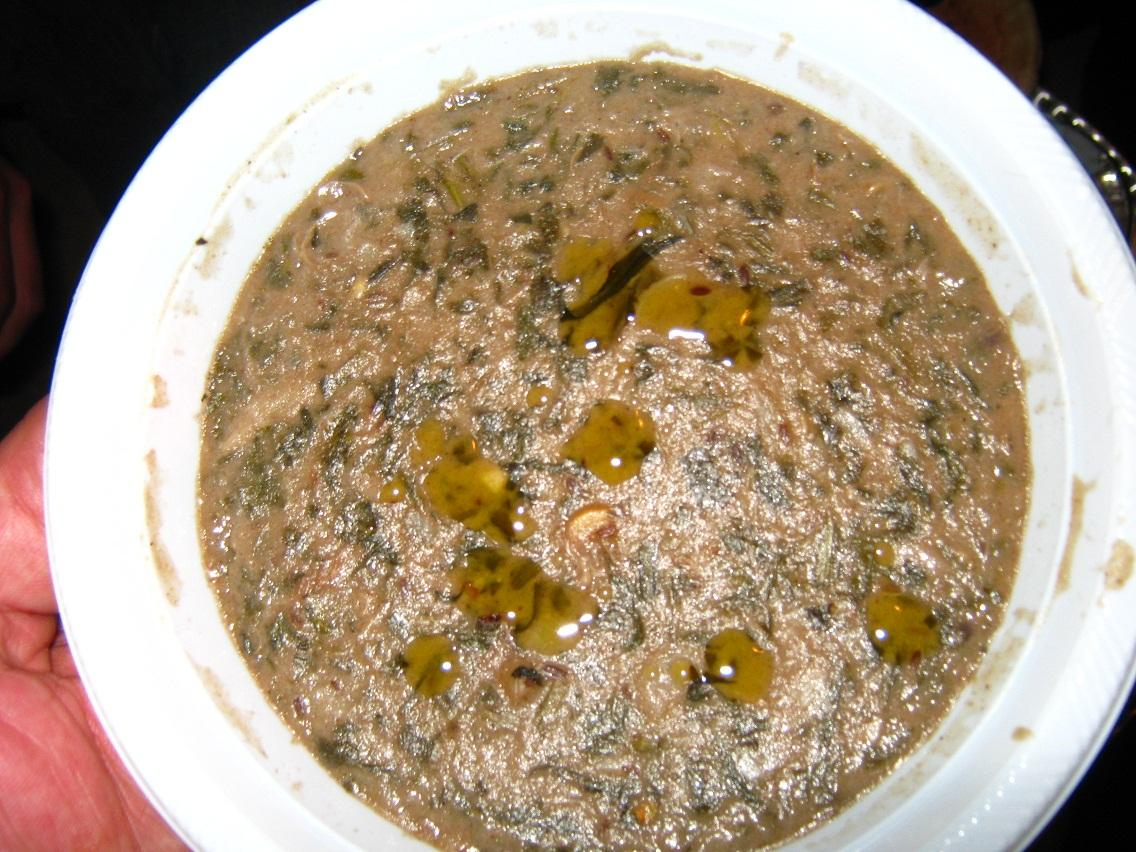
Sumaghiyyeh

Ein aus der Gaza-Region stammendes Gericht ist Sumaghiyyeh, welches aus wassergetränktem und gemahlenem Sumach gemischt mit Tahina besteht. Diese Mischung wird dann zu geschnittenem Mangold, Stücken geschmorten Rindfleisches und Kichererbsen hinzugefügt sowie zusätzlich mit Dillsamen, Knoblauch und scharfen Pepperoni gewürzt. Es wird meist kalt mit Khubz gegessen.
Das Gericht Rummaniyya ist von der Jahreszeit abhängig und besteht aus unreifen Grantatapfel-Samen, Auberginen, Tahina, Knoblauch, scharfen Pepperoni und Linsen.
Fukharit adas ist ein langsam gekochter und mit Pepperoniflocken, zerkleinerten Dillsamen, Knoblauch und Kumin gewürzter Linseneintopf, welcher traditionell im Winter und Frühlingsanfang gekocht wird.
Qidra ist ein Reisgericht, welches nach dem großen Tongefäß und Ton-Ofen, in dem es gebacken wird, benannt ist. Im Ofen wird der Reis zusammen mit Fleischstücken, oft Lamm, ganzen Knoblauchzehen, Kichererbsen, Kardamomkapseln und vielen weiteren Gewürzen, darunter auch Kurkuma, welches dem Gericht seine gelbe Farbe verleiht, sowie Zimt, Piment, Muskatnuss und Kumin gekocht.
Einfacher Reis, welcher in Fleisch- oder Hühnerbrühe gekocht und mit milden Gewürzen, darunter Zimt, gewürzt wird, ist als Fatteh Ghazzawiyyeh bekannt. Dieser Reis wird über ein dünnes Markook-Brot, namens Farasheeh, geschichtet, mit Ghee bestrichen und mit gefülltem Huhn oder Lamm bedeckt. Zur Mahlzeit werden außerdem grüne Paprika und Zitronensauce gereicht.

## Arten von Gerichten

### Brotgerichte

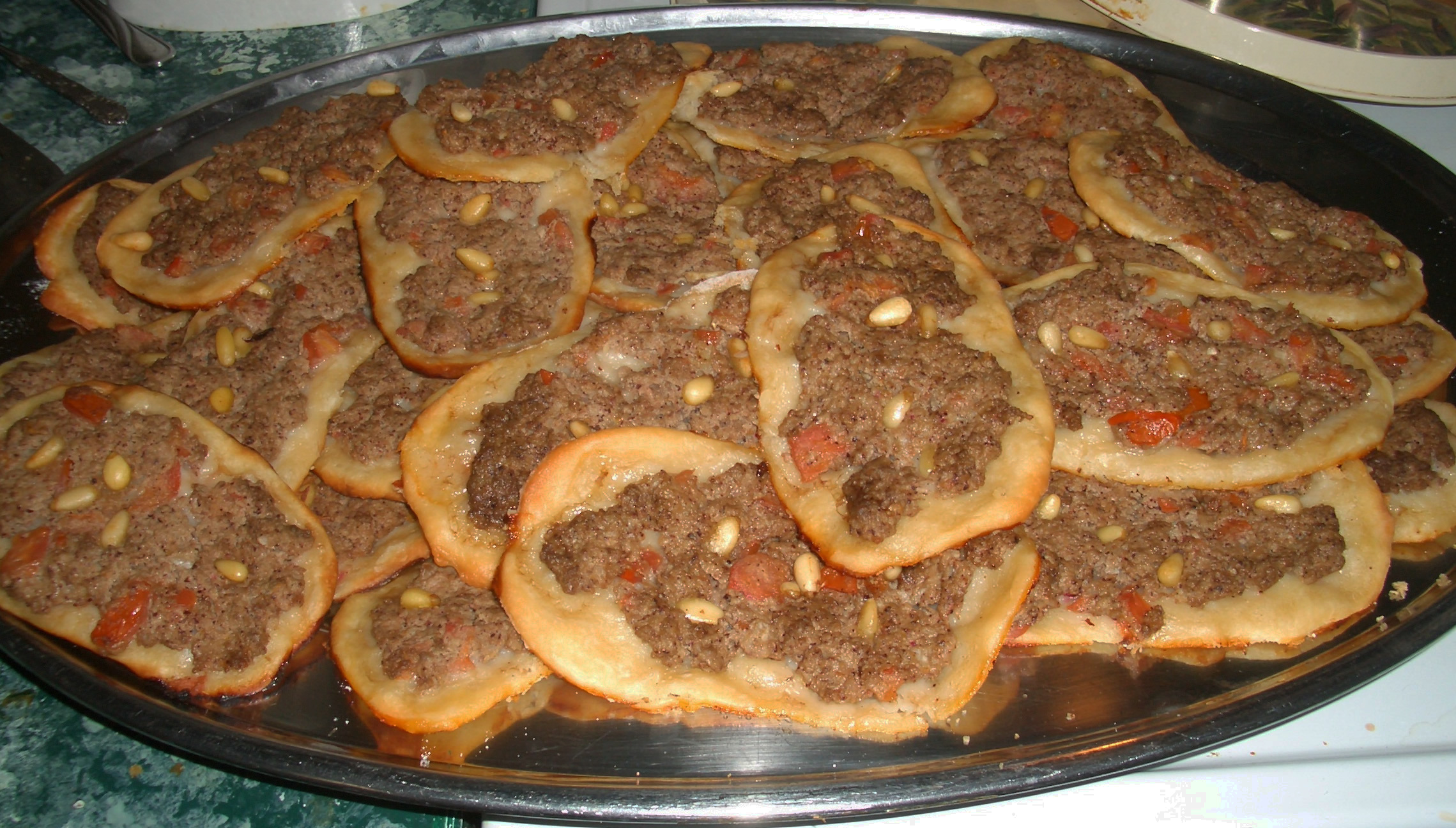
Sfiha

Palästinenser backen eine Vielzahl von Broten, darunter Chubz, Pita sowie Markook-Brot und Tabun-Brot. Chubz ist ein alltägliches Brot und Pita sehr ähnlich. Häufig wird es anstatt von Besteck genutzt; es wird in mundgerechte Stücke gerissen, um Hummus und Ful-Dips zu schöpfen.
Markook-Brot ist ein hauchdünnes ungesäuertes Brot und ist fast durchsichtig wenn es ausgerollt wird. Das Tabun-Brot erhält seinen Namen von dem Ofen, in dem es gebacken wird.
Es gibt verschiedene Sandwich-Arten und Pizza-ähnliche Gerichte, welche die Palästinenser zu sich nehmen. Hierunter befinden sich Manaeesh, Sfiha, Fatayer und Shawarma. Manaeesh ist ein gebackenes Fladenbrot, welches mit Za'atar und Olivenöl. Simboseh und Fatayer sind gebackene oder manchmal frittierte Teigwaren, welche mit Hackfleisch und gekochten Zwiebeln sowie Pinienkernen (Snobar) gefüllt sind. Fatayer ist normalerweise in Dreiecksform gefaltet und, im Gegensatz zu Simboseh, mit Spinat oder Za'atar gefüllt.
Sfiha ist ein kleines Fladenbrot mit Lamm, gekochten roten Paprika oder Tomaten. Shawarma wird meist in einer langen Rolle Chubz serviert, welche um gehobeltes Lammfleisch oder Hühnchen mit eingelegten Rüben und Gurken, Tomaten, Zwiebeln und Tahina gerollt wird. Shawarma kann jedoch auch als Lammfleischscheiben auf einem Teller mit Tahina als Beilage serviert werden. Falafel sind gebratene und gepfefferte Favabohnen oder auch Hummus, Petersilie und Zwiebeln, welche zusammen zu kleinen Frikadellen gebraten werden. Üblicherweise werden sie in Chubz gewickelt serviert und gegessen.

### Mahashi

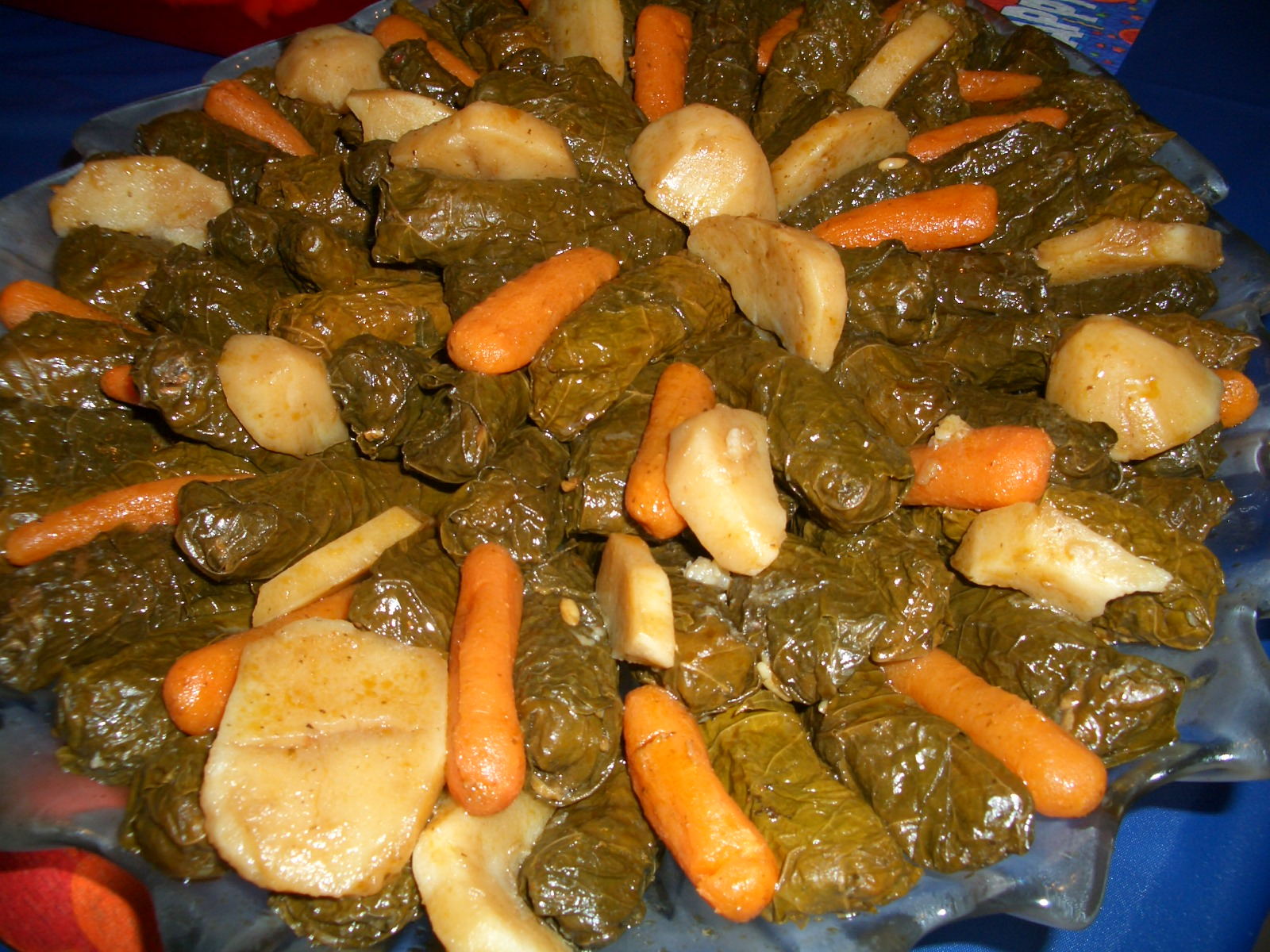
Eine Familienportion Waraq al-'ainib

Mahashi-Gerichte bestehen aus gefülltem Gemüse, wie zum Beispiel Auberginen, Babykürbissen, Kartoffeln, Karotten und Kürbissen sowie eine Auswahl an Blattgemüse, wie Weinblätter, Kohlblätter und Mangold. Die Gerichte benötigen Fingerspitzengefühl und Zeit, dies ist der Hauptgrund, weshalb es bereits mehrere Tage bevor es gekocht und serviert wird, vorbereitet wird. Viele weibliche Familienmitglieder nehmen an dem Rollen und Füllen des Gemüses teil, um die Arbeit des Einzelnen zu erleichtern.
Waraq al-'ainib (Weinblätter, in westlichen Ländern und Balkan als Dolma bekannt) ist ein Mahashi-Gericht, welches für große Versammlungen vorgesehen ist. Die Weinblätter werden um Hackfleisch, weißem Reis und geschnittenen Tomaten gerollt. Jedoch wird Fleisch nicht immer benutzt. Im Anschluss wird es gekocht und mehrere dutzenden Rollen werden auf einem Teller mit gekochten Kartoffelscheiben, Karotten und Lammfleischstücken serviert.
Kousa mahsi sind Zucchinis, welche mit denselben Zutaten wie Dolma gefüllt werden und wird normalerweise mit reichhaltigeren Gerichten serviert. Werden mehrere Zucchinis auf diese Weise zubereitet, spricht man von waraq al-'ainib wa kousa.

### Dips und Beilagen

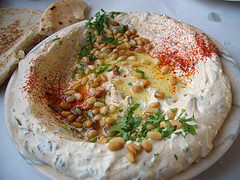
Ein Teller Hummus, mit Paprika, Olivenöl und Pinienkernen

Brot-Dips und Beilagen, wie zum Beispiel Hummus, Baba Ghanoush, Mutabbel und Labeneh werden hauptsächlich während des Frühstücks und Abendbrots serviert. Hummus, das arabische Wort für Kichererbsen, wird meist als Hummus bi tahini serviert. Palästinenser weichen die Kichererbsen über Nacht in Wasser ein und kochen sie für mindestens eine Stunde in einem Topf. Die Bohnen werden dann mit Tahina und manchmal Zitronensaft gemischt. Es wird mit Olivenöl bedeckt und manchmal mit Paprika, Oregano und Pinienkernen versehen, letzteres wird vor allem im Westjordanland verwendet. Die Stadt Abu Ghosh westlich von Jerusalem ist ein beliebtes Ziel für Israelis und Touristen, wenn es um Hummus geht. Hummus kann auch mit Favabohnen gemischt, gekocht oder gegart werden. Dies führt zu einem vollkommen anderen Gericht namens Mukhluta, welches einen speziellen Geschmack und braunen Farbton besitzt.
Baba Ganoush ist ein Auberginensalat oder Dip mit vielen Variationen. Die Basis all dieser Varianten ist gebratene und pürierte Aubergine und Tahina, welches mit Olivenöl bedeckt ist. Es kann mit Knoblauch, Zwiebeln, Paprika, gemahlenen Kumin-Samen, Minze und Petersilie abgeschmeckt werden. Mutabbel ist eine schärfere Variante, welche seine Schärfe aus grünen Chilischoten zieht.

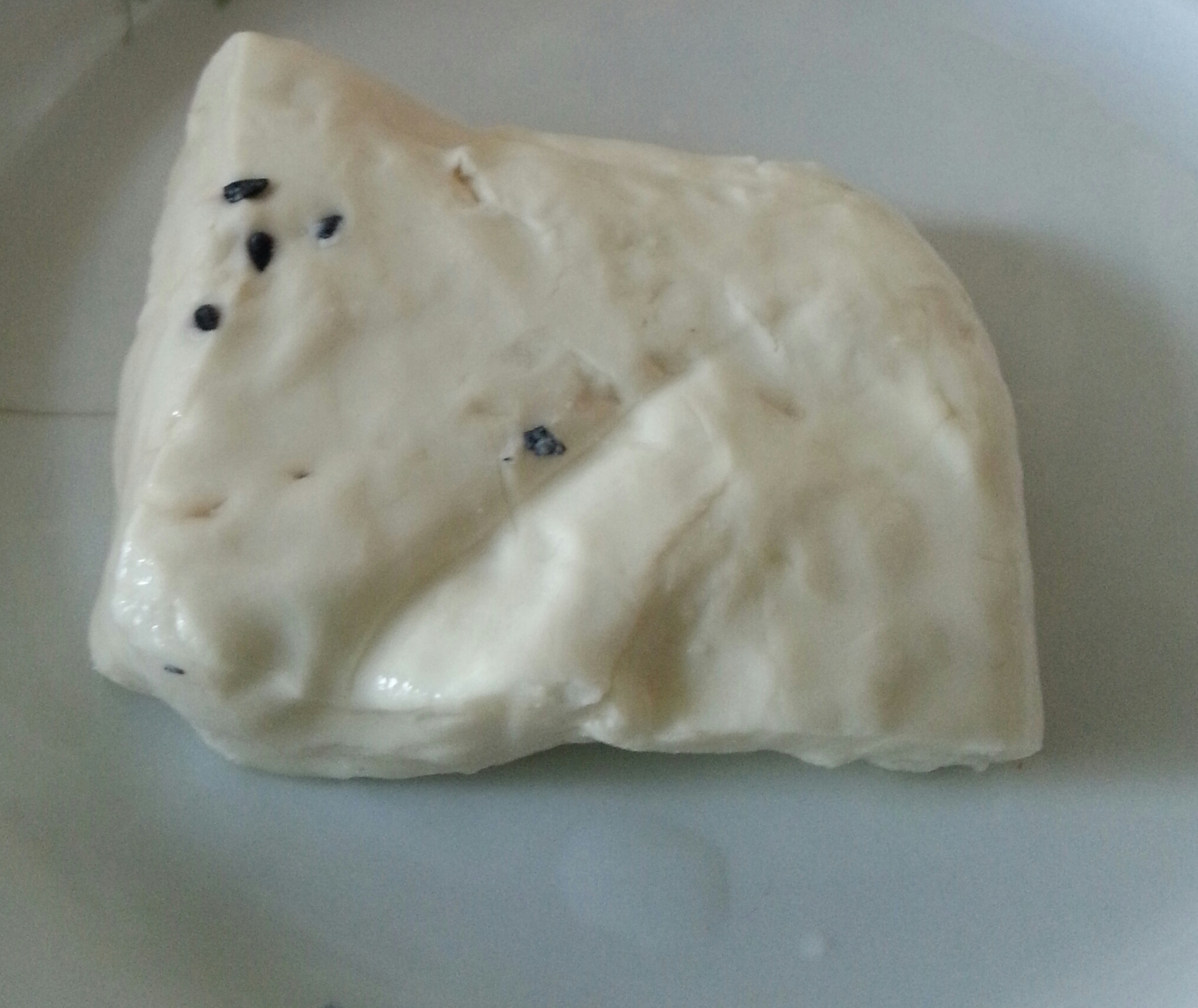
Nabulsi-Käse

Jibneh Arabieh, auch bekannt als Jibneh baida ist ein weißer Tafelkäse, welcher mit jeglichen von den aufgeführten Gerichten serviert werden kann. Der Akkawi-Käse ist eine gängige Art des Jibneh Arabieh und verfügt über eine glattere Textur und einen mild-salzigen Geschmack. Er hat seinen Ursprung in der galiläischen Stadt Akkon, die dem Käse auch seinen Namen gab.
Labaneh ist ein pastöser, joghurtartiger Frischkäse, welcher entweder auf einem Teller mit Olivenöl und Za'atar, ein Servieren dieser Art trägt den Namen labeneh wa za'atar, oder in einem Chubz-Sandwich serviert wird.

### Salate

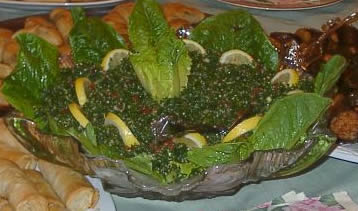
Tabbouleh mit Salat und Zitronenscheiben

Ein Tafelsalat der mediterranen Art, welcher in der Levante serviert wird, ist Tabbouleh. Der Salat besteht aus Stücken Petersilie, Bulgur, geschnittenen Tomaten, Gurken und wird mit Zitronensaft und Essig sautiert. Im Jahr 2006 wurde der größte Tabbouleh-Teller der Welt von palästinensischen Köchen in der Stadt Ramallah, welche im Westjordanland liegt, vorbereitet.
Fattoush ist eine Kombination aus Chubz-Teilen und Petersilie mit Gurkenscheiben, Radieschen, Tomaten sowie Frühlingszwiebeln und wird mit Sumach gewürzt.
Dagga ist ein Salat Gazas, welcher in einer Tonschüssel vorbereitet wird und aus zerriebenen Tomaten, Knoblauchzehen, roten Peperoni, gehacktem Dill und Olivenöl besteht. Direkt vor dem Servieren wird es mit Zitronensaft gewürzt.

### Süßigkeiten

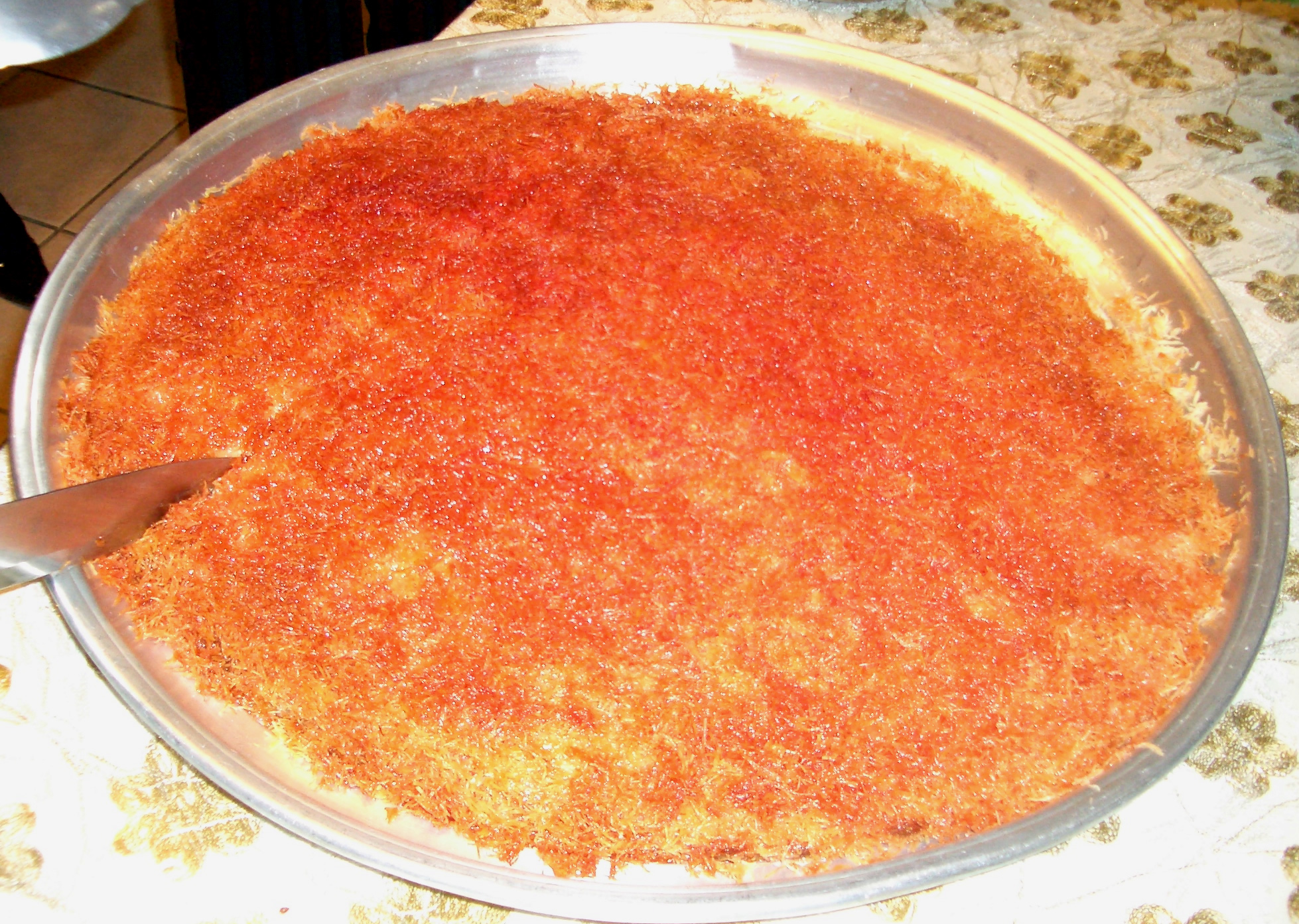
Kunafa

Palästinensische Desserts umfassen Baklava, Halva und Kunafa sowie weitere Grieß- und Weizengebäcke. Baklava besteht aus ungesäuertem Mehlteig, welcher mit Pistazien und Walnüssen, die mit Honig gesüßt werden. Halva ist ein Blockkonfekt aus gesüßtem Sesammehl, welches in Scheiben geschnitten serviert wird. Muhalabiyeh ist ein aus Milch hergestellter und mit Pistazien oder Mandeln garnierter Reispudding.
Kunafa, ein in der arabischen Welt sowie in der Türkei weithin bekanntes Dessert, hat seinen Ursprung in der Stadt Nablus im Norden des Westjordanlands. Es besteht aus mehreren feinen Teignudel-Streifen, in deren Mitte sich mit Honig gesüßter Käse befindet. Die oberste Schicht des Gebäcks wird normalerweise mit oranger Lebensmittelfarbe gefärbt und mit zerkleinerten Pistazien dekoriert. Die Stadt Nablus ist für ihr Kanafeh bekannt, teils auch wegen der Nutzung des weiß eingelegten Käses Nabulsi, welcher nach der Stadt benannt ist. Als Sirup für Kanafeh dient gekochter Zucker.

### Snacks
Es ist üblich, dass palästinensische Gastgeber ihren Gästen frische sowie getrocknete Früchte, Nüsse, Samen sowie Datteln servieren. Geröstete und gesalzene Wassermelone, Kürbis und Sonnenblumenkerne sowie Pistazien und Cashewkerne sind übliche Hülsenfrüchte. Wassermelonenkerne, unter dem Namen bizir al-bateekh bekannt, werden regelmäßig während verschiedener Freizeitaktivitäten gegessen; beim Kartenspielen, Shisha-Rauchen, Unterhaltungen mit Freunden oder auch vor und nach Mahlzeiten.

## Aufbau der Gerichte

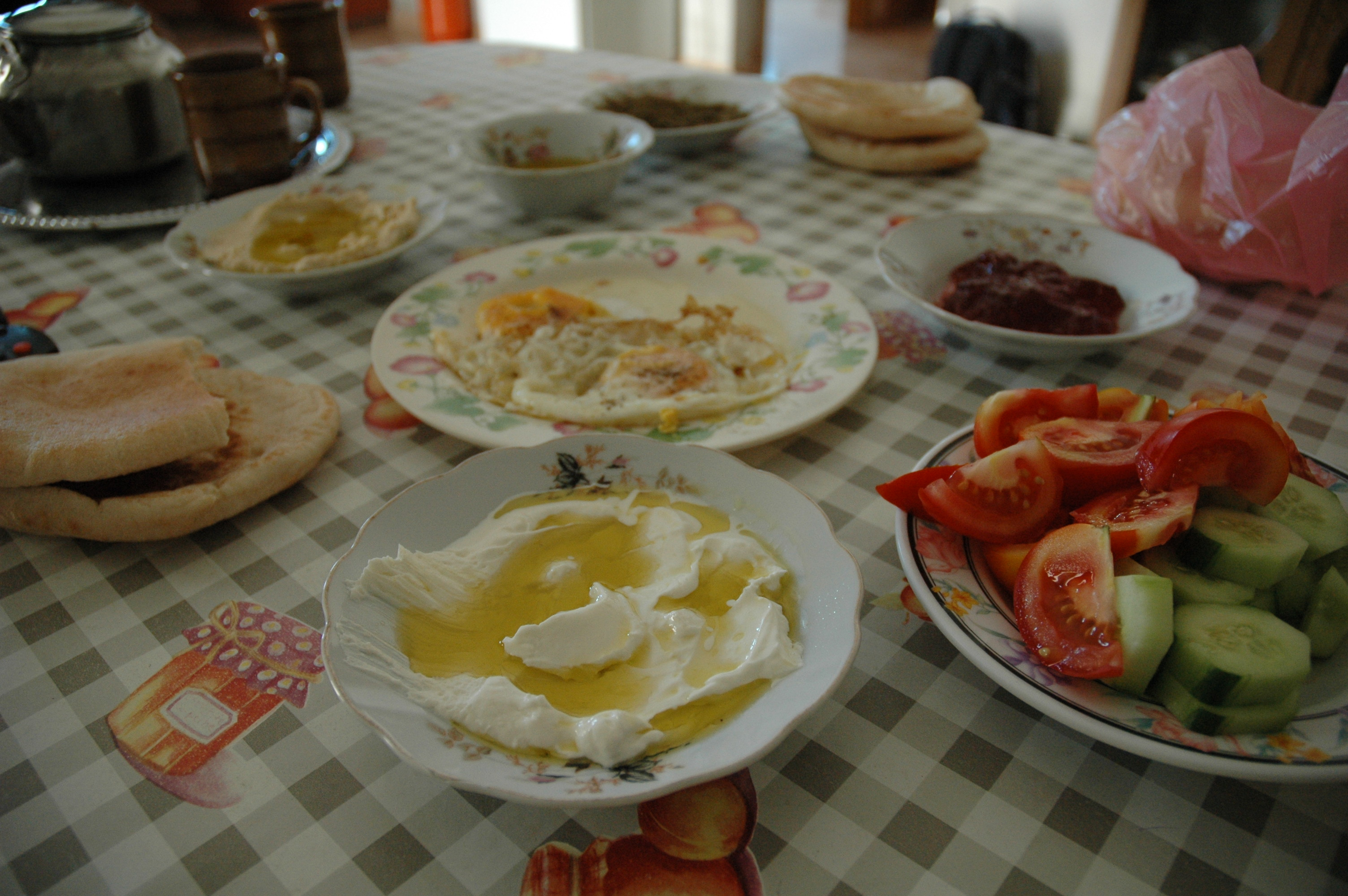
Ein traditionelles palästinensisches Frühstück

Die Kultur und das Leben der Palästina dreht sich in jeder Hinsicht um Essen, sei es ein normaler Tag oder ein besonderer Anlass wie eine Hochzeit oder ein Feiertag. Die Mahlzeiten sind seitens der Palästinenser in einer zyklischen Reihenfolge aufgebaut und teilen sich in zwei Hauptgänge und mehrere Zwischengänge, welche beispielsweise aus Kaffee, Früchten, Süßigkeiten oder dem Abendbrot bestehen. Wie in den meisten arabischen Kulturen üblich, sind die Mahlzeiten dafür da, Zeit mit der Familie zu verbringen und können, je nach der Tageszeit, ein bis zwei Stunden umfassen. Im Gegensatz zu anderen Kulturen ist das Mittagessen die Hauptmahlzeit und das Frühstück und Abendessen sind dementsprechend leichter.
- Iftur ist eine Bezeichnung für das Frühstück, welches normalerweise aus Spiegeleiern, Oliven, Labaneh, Olivenöl oder Marmelade besteht. Hummus bi-tahina wird auch meist während dieser Tageszeit gegessen.[23]
- Gheda ist eine Bezeichnung für das Mittagessen, welches meist am Nachmittag gegessen wird. Das Mittagessen ist das reichhaltigste Gericht des Tages, und die Hauptzutaten können Reis, Lamm, Huhn, gekochtes Gemüse und Arten von Mahashi (gefülltem Gemüse) umfassen.[8][23]
- Asrooneh leitet sich von dem Wort Aasr (wortwörtlich Nachmittag) ab und bezeichnet das Essen von einer Vielfalt an Früchten und Hülsenfrüchten nach dem Mittagessen, Gheda.[23]
- 'Asha ist eine Bezeichnung für das Abendessen, welches im Zeitraum von acht bis zehn Uhr abends zu sich genommen wird. 'Asha ist leichter als Gheda und die normalerweise gegessenen Lebensmittel umfassen Fatayer, Hummus bi-tahini sowie eine Auswahl an Salaten und ein Omelette im levantinischen Stil namens Ijee.[23]
- 'Hilew bezeichnet das Reichen von verschiedenen Süßigkeiten nach oder direkt vor 'Asha sowie bei der Bewirtschaftung von Gästen. Baklava ist für 'Hilew üblich und wird meist, im Vergleich zu Muhallabiyeh, nicht zu Hause selbst gemacht, sondern in einer Konditorei gekauft.
- Shay wa Kahwe Tee und Kaffee werden im Laufe des Tages serviert; vor, nach sowie zwischen Iftur, Gheda und 'Asha.

## Das Essen auswärts

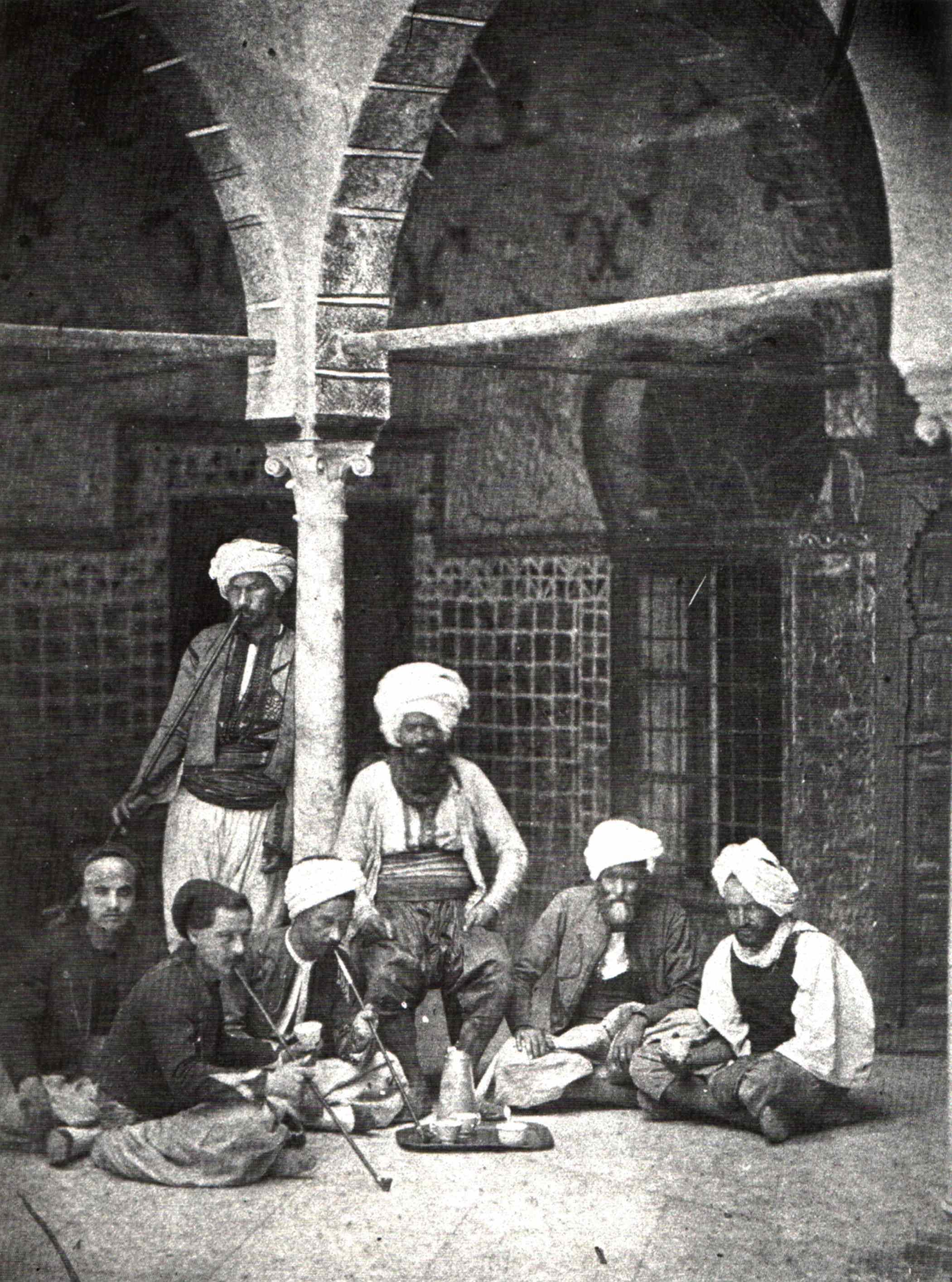
Eine Maqhah im osmanischem Jerusalem, 1858

- Mata'im — Hier wird eine brillante Auswahl kalter Häppchen, als Mezze bekannt, angeboten. Insbesondere Hummus bi-tahini, manchmal fast ein Dutzend Variationen von Auberginensalat, Tabbouleh, Fattoush, Chilischoten und Rotkohlsalat sowie vom Koch kreierte Gerichte werden hier serviert. Kibbeh-Bälle und Sfiha sind die zwei primären Appetithäppchen, welche heiß verkauft werden. Schwere Mahlzeiten werden seitens der Restaurants selten angeboten. Stattdessen umfassen die Entrées Shish Kebab, Shish Taouk, Lammkarree und Hähnchenbrust.[27]
- al-Maqhah — Hier werden Heißgetränke und Softdrinks serviert. Das Angebot richtet sich hauptsächlich an Männern, welche Freizeitaktivitäten wie dem Kartenspielen, Backgammon oder dem Shisha-Rauchen nachgehen[27]
- Mahal 'hilewayet — Diese sind in Suqs von Städten und Großstädten zu finden und bieten eine Großzahl von für Palästinenser übliche Süßigkeiten an, hierunter Kunafa, Baklava und Kekse mit Anis-Geschmack. Für familiengeführte Geschäfte ist es üblich, mindestens eine Art Süßigkeit zu vertreiben, dass sie selbst kreierten.[28]
- Mahal falafel[29] — Dies sind Sandwich-Geschäfte, die hauptsächlich Falafel und Shawarma mit verschiedenen Füllungen anbieten.[30]

## Getränke

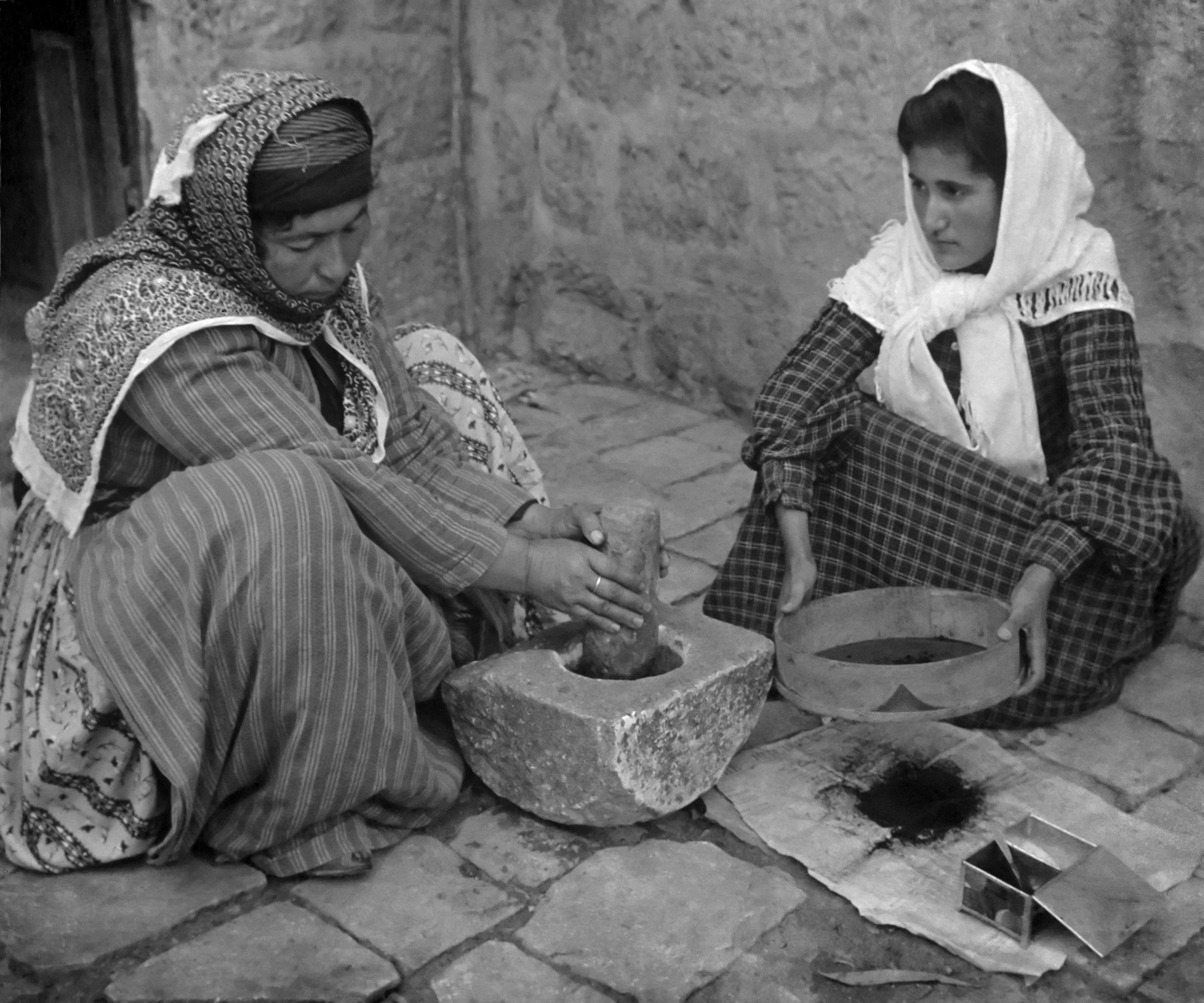
Palästinensische Frauen beim Mahlen von Kaffee, 1905

Es gibt zwei Heißgetränke, die Palästinenser zu sich nehmen. Zum einen den Kaffee, der morgens serviert wird und zum anderen der Tee, welcher am Abend gereicht wird. Der Tee ist meist mit Na'ana (Minze) oder Maramiyyeh (Salbei) aromatisiert. Der Kaffee der Wahl ist generell türkischer oder arabischer Kaffee. Arabischer Kaffee ist zwar ungesüßt, dafür aber mit Kardamom gewürzt.
Auch selbstgemachte Fruchtsäfte zählen an warmen Tagen sowie während des Ramadan, dem heiligen Fastenmonat für Muslime, zu den üblichen Haushaltsgetränken. Ein warmes Getränk, welches aus gesüßter Milch und mit Walnüssen, Kokosflocken und Zimt garniertem Salep besteht, ist unter dem Namen Sahlep bekannt und wird primär im Winter serviert.
Eine von vielen palästinensischen Christen sowie vielen weniger strenggläubigen Muslimen ist Arak. Arak ist ein klares alkoholisches Getränk mit Anis-Geschmack, welches mit Wasser vermischt wird, um es zu verdünnen und dem Getränk eine cremig-weiße Farbe zu verleihen. Es wird meist während speziellen Anlässen wie Feiertagen, Hochzeiten und Versammlungen sowie bei Mezzen zu sich genommen. Auch Bier wird zu sich genommen und die palästinensische Stadt Taybeh in der Mitte des Westjordanlands beheimatet die einzige Bierbrauerei Palästinas. Neben regulärem Bier produziert die Brauerei auch alkoholfreie Biere für konservative Muslime.

## Feiertagsküche
Zwischen den Gerichten, die christliche sowie muslimische Palästinenser täglich zu sich nehmen, sowie derer, die nur für Feiertage wie zum Beispiel Familienfeste und religiöse Anlässe gedacht sind, gibt es einen drastischen Unterschied.

### Ramadan
Der Musaher schrie und spielte in der Vergangenheit während des Fastenmonats Ramadan auf seiner Trommel, um die Bewohner des Dorfes für Suhoor aufzuwecken. Dies würde frühmorgens, meist von vier bis sechs Uhr morgens stattfinden. Beispiele für die Gerichte, die während dieser Zeit zu sich genommen werden, umfassen Labeneh, Käse, Brot sowie Spiegeleier oder gekochte Eier sowie mit mehreren Getränken. Sawm beziehungsweise das Fasten beginnt mit dem Ruf des Muezzins zu den Abendgebeten.
Das Ende des Fastens beginnt traditionell mit dem kurzen Essen von Datteln und einem gekühlten Getränk. Palästinenser stellen eine Vielzahl von auf Früchten basierende Getränke her, welche die Geschmacksrichtungen Tamar Hindi oder Tamarind, Sous oder Lakritz, Karob und Qamar Eddine umfassen. Tamar hindi wird durch das Einweichen von Tamarind in Wasser für mehrere Stunden, das folgende Abgießen, Süßen und das Vermischen mit Rosenwasser und Zitronensaft hergestellt. Kharroub wird auf eine ähnliche Art hergestellt, nur dass anstatt von Tamarind Karob verwendet wird. Qamar Eddine besteht aus getrockneten Aprikosen, welche in einer Flüssigkeit gekocht und dann gekühlt werden.
Der Begriff Iftar hat während des Ramadan eine andere Bedeutung. In dieser Situation beschreibt er nicht das morgendliche Frühstück, sondern das Brechen der Fast. Iftar beginnt mit Suppe, welche entweder aus Linsen, Gemüse oder Freekeh besteht. Die Freekeh-Suppe besteht aus gebrochenem und in Hühnerbrühe gekochtem grünem Weizen. Während Iftar werden viele unterschiedliche Gerichte serviert, welche von kleinen Tellern oder Schüsseln, auf Gemüse basierende Gänge oder Saniyyehs (große Teller oder Tabletts) einer bestimmten Sorte Fleisch. Übliche kleinere Gerichte auf den Esstischen sind Bamia (ein Name für Okra in Tomatenpaste), Auberginen, Kartoffeln, Paprika und Zucchini. Pilaf oder schlichtes Freekeh werden normalerweise neben dem Fleisch während des Abendbrotes serviert. Jeder Haushalt bereitet mehr Essen zu, um für ihre Nachbarn und die weniger Wohlhabenden zu sorgen, welche beide die gleiche Menge an Essen erhalten müssen, die im Haus verzehrt wird.

### Feiertags-Süßigkeiten

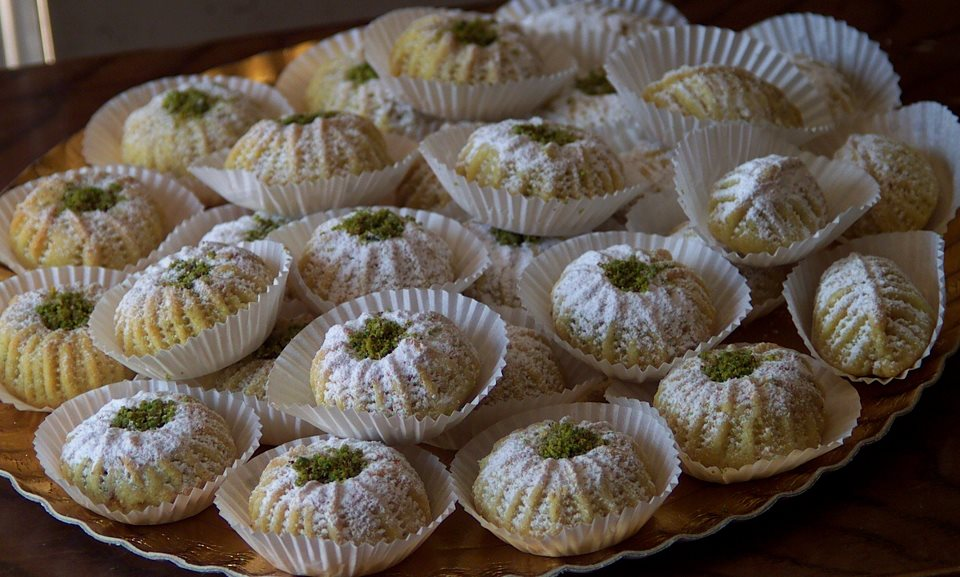
Ka'ak mit Ma'Amoul, Palästinenser Art

Ein typisches palästinensisches Dessert, welches auf den Ramadan beschränkt ist, ist Qatayef, welches bei mehreren Straßenhändlern in einigen Großstädten oder Dörfern sowie durchschnittlichen Haushalten Palästinas erhältlich ist.
Qatayef ist der generelle Name für das komplette Dessert, bezieht sich spezifischer jedoch auf den Teig, der als Grundlage dient. Da der Teig auf einen erhitzten runden Teller gegossen wird, erscheint er den Pancakes ähnlich, jedoch ist nur eine Seite gekocht und dann gefaltet. Die Teigware wird entweder mit ungesalzenem Ziegenkäse oder gemahlenen Walnüssen und Zimt gefüllt. Daraufhin wird es gebacken und dann mit einem heißen Zucker-Wasser-Sirup oder manchmal Honig serviert.
Ka'ak bi 'awja ist ein Grießmürbeteiggebäck, welches mit gemahlenen Datteln namens 'Ajwa oder Walnüssen gefüllt wird. Das Dessert ist ein für Christen traditionelles Gericht während Ostern, wird jedoch auch am Ende des Ramadan hergestellt, um es am Eid al-Fitr zu essen. Dies ist ein muslimischer Feiertag, welcher direkt auf den Ramadan folgt. Jedoch wird es auch während Eid al-Adha verzehrt. Während Mawlid, dem Feiertag zu Ehren der Geburt des islamischen Propheten Mohammed, wird Zalabieh serviert. Dies sind kleine, knusprig frittierte und in Sirup gedippte Teigbälle. Der Teig besteht aus Mehl, Hefe und Wasser.
Ein besonderer Pudding namens Mughli wird für ein neugeborenes Kind vorbereitet. Dieses Dessert besteht aus gemahlenem Reis, Zucker sowie einer Gewürzmischung und wird mit Mandeln, Pinienkernen und Walnüssen garniert. Ein neuer Zahn eines Kindes wird mit Schüsseln von gesüßtem Weizen oder Gerste zelebriert. Nach der Beschneidung des Kindes bestehen die gereichten Süßigkeiten aus Baklava und Burma. Christliche Familien die trauern, servieren ein süßes Brötchen namens Rahmeh. Hierbei handelt es sich um ein Essen, welches in Erinnerung an die Toten zu sich genommen wird und als Geste dient, um die Seele des Verstorbenen zu segnen.
Die orthodoxe Kirche Griechenlands bietet nach einem Gedenkgottesdienst ein besonderes Tablett, bestehend aus gekochtem Weizen, der mit Zucker und Süßigkeiten bedeckt ist, an.